# John Jules Barrish
Pour les articles homonymes, voir Barish.
John Jules Barrish est un écrivain et philosophe irlandais né le 30 juillet 1885 et mort le 7 mars 1939 à Cork, en Irlande. Écrivain, on lui doit un ouvrage de fiction et deux ouvrages de réflexion philosophique. Mais sa plus grande œuvre reste sans conteste son encyclopédie du cinéma nommée Cinéma et Métaphore, en quatre tomes, dans laquelle il développera des théories sur le comportement du spectateur face au tout nouveau spectacle cinématographique.

## Publications
- Cinéma et Métaphore (1914-1917)
- Leisure Theory (1922)
- Explanation for Humanity (1928)
- Gemini Field (1930)
- Mine (1939 - inachevé)

À noter la récente publication de l'ouvrage Métaphores du cinéma contemporain (2004), ouvrage collectif de plusieurs théoriciens réunis sous la direction de Jules Barrish. Ce dernier semble finalement n'être qu'un simple pseudonyme, hommage à John J. Barrish.